# 애비 로드 스튜디오
애비 로드 스튜디오(Abbey Road Studio)는 영국 런던의 웨스터민스터에 위치한 음악 스튜디오이다. 1931년 11월에 설립되었으며 현재는 EMI 레코드 소유에 있다. 비틀즈, 클리프 리처드, 핑크 플로이드 등의 유명 가수들이 이곳에서 녹음을 한 것으로 알려져 있다.

## 역사
원래 부촌인 북런던 교외 세인트 존스 우드 지역에 방 아홉 개짜리 저택으로 지어진 이 건물은 줄곧 개인 거주지로 쓰이다가 1929년 지역 건축업자 프랜시스 마이어스에게 1만 2,000파운드에 팔렸고, 그 다음엔 1만 6,500파운드에 그래머폰 사(EMI의 전신)에 팔렸다. 1931년 11월 12일, EMI가 설립된 지 반년도 채 안 됐을 무렵 스튜디오로 개장했다. 당시 다양한 음악을 수용할 수 있을 정도의 시설을 갖추고 있었으며 첫 맞춤형 스튜디오 단지였던 이 건물은 영국의 저명한 작곡가인 에드워드 엘가가 애용했다.
프로듀서 조지 마틴은 1962년 EMI의 팔로폰 레이블과 비틀즈의 계약을 주도한다. 같은 해 6월 12일, 애비 로드 스튜디오에서의 첫 녹음을 진행한 그들은 90%의 녹음물을 이곳에서 제작하며 1970년 해체까지 음악적 협업을 이어나간다. 비틀즈가 《페퍼상사》를 위해 부탁한 요구를 즉각 수용한 엔지니어 켄 타운센드는 두 개의 4테이크 녹음기를 함께 연결시켜 멀티트랙 녹음의 신기원을 이루는 등 스튜디오는 기술적 혁신의 선두에 있었다. 이후로도 혁신을 지속해 8, 16, 24테이크 녹음이 이루어졌다.
1967년, 애비 로드 스튜디오에서 최초의 전 세계 송출 위성 방송 《아워 월드》를 통해 〈All You Need is Love〉가 세계로 뻗어나간다. 비틀즈가 건물 앞의 길을 가로지르는 모습이 담긴 《Abbey Road》의 이미지는 가장 잘 알려진 이미지 중 하나가 된다. 비틀즈가 애비 로드에서 보낸 나날들 덕분에 스튜디오와 그 앞의 횡단 보도는 관광객들이 찾는 단골 장소가 됐다. 사람들은 《Abbey Road》의 표지를 흉내내기 위해 횡단 보도로 몰려들었고, 벽에 낙서를 했으며, 도로 표지판을 훔쳐가기까지 했다.
2010년, 애비 로드 스튜디오 건물은 문화유산 2급으로 지정됐으며 횡단 보도 역시 같은 해 문화유산으로 지정되었다. 유니버설 뮤직 그룹은 2012년 19억 달러에 EMI를 인수하면서 애비 로드 스튜디오를 관리하게 됐다. 현재 애비 로드 스튜디오는 일반인들이 출입할 수 없다. 주로 영화 음악이나 슈퍼스타들의 앨범을 녹음하기 위해 아직도 영업 중이기 때문이다. 하지만, 2012년 이후로 1년 중 두 번의 주말 동안 제2 스튜디오에 일반인이 출입할 수 있도록 하는 예외를 두었다.

## 내부
세계에서 가장 넓은 녹음 스튜디오인 제1 스튜디오는 110인조 관현악단과 100인조 합창단을 거뜬히 수용할 수 있다. 영화 《스타워즈》 사운드트랙 역시 이곳에서 녹음한 것이다. 비틀즈는 대부분 제2스튜디오에서 녹음 작업을 했지만 가끔은 훨씬 넓은 제1스튜디오를 썼다. 〈All You Need is Love〉를 녹음할 때와 《아워 월드》를 촬영할 때가 그런 경우였다.

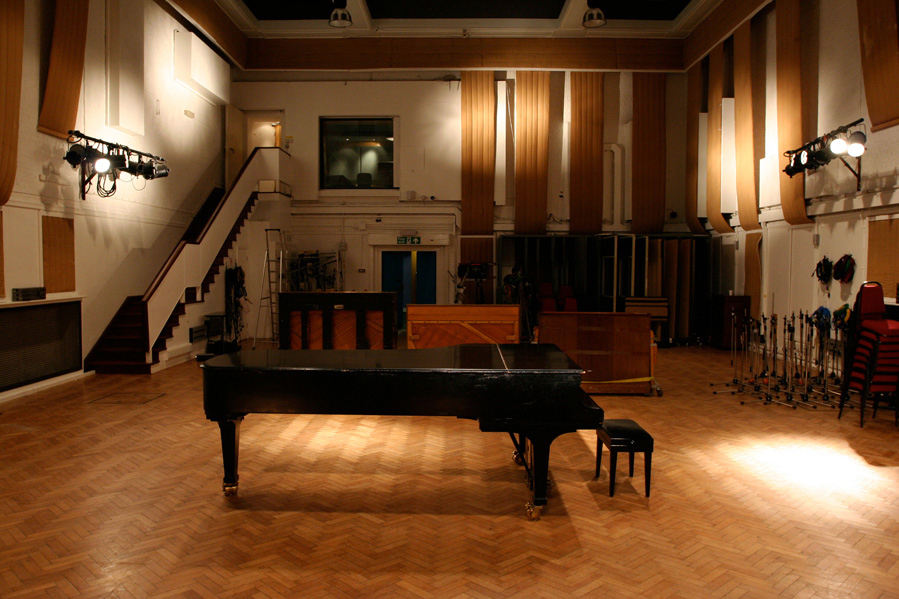
그랜드 피아노가 보이는 제2 스튜디오

제2 스튜디오는 비틀즈가 가장 많은 작품을 녹음했던 곳으로 폴 매카트니가 집 다음으로 좋다고 말할 정도로 반한 장소이기도 하다. 폴은 결국 제2스튜디오가 마음에 든다며 비슷하게 생긴 스튜디오를 자신의 집에 만들기도 했다. 제2 스튜디오에 있던 챌런 피아노는 세 대의 파아노로 특이하게도 E장조 화음을 약 1분간 동시에 연주했을 때 그중 하나로 쓰였다. 1967년 2월 22일 레논, 매카트니, 스타, 로드 매니저 맬 에번스가 연주했던 그 1분간의 피아노 E장조 화음은 〈A Day in the Life〉의 엔딩이 되었다.
애비 로드 스튜디오에서 가장 작은 녹음실인 제3 스튜디오는 원래 클래식 피아노 독주를 녹음할 때 쓰던 곳이었다. 실험적인 작품 제작이 많았던 이곳은 밴드가 일제 연주해 녹음하기 쉬운 구조로 설계했고 벽을 거울로 둘러싸 독특한 잔향 사운드를 얻을 수 있는 미러룸이라는 방도 있다.
비틀즈가 제3스튜디오에 들어섰을 때 이들은 약간 낡은 업라이트 피아노 한 대를 발견한다. 런던 챌런 사에서 만든 이 피아노는 그들이 1946년 4월 6일, 〈Tomorrow Never Knows〉를 위해 처음 제3스튜디오에서 녹음이 이뤄진 이 날과 그 다음 날에 기타, 베이스, 드럼 등 비틀즈의 기본 악기와 함께 쓰였다. 그 모든 소리가 해먼드 오르단에 연결된 회전형 레슬리 스피커를 통해 나오자 프로듀서 조지 마틴은 이를 가리켜 "대단한 혁신"이라 말했다. 쟁글 피아노로 알려진 이 악기는 〈Paperback Writer〉, 〈Ob-La-Di, Ob-La-Da〉, 〈Old Brown Shoe〉 같은 곡을 녹음할 때에도 쓰였다.
핑크 플로이드 또한 역시 제3스튜디오에 있던 이 챌런 피아노를 《The Dark Side of the Moon》, 《Wish You Were Here》를 녹음하는 데 사용한 것으로 알려져 있다. 한편, 이 피아노는 2010년에 런던 경매시장에 등장하며 약 15만 파운드의 예상가가 나왔지만, EMI 측에서 이의를 제기해 경매 자체가 취소되었다. 이 피아노의 출연으로 애비 로드 스튜디오에는 챌런 피아노가 두 대 있었다는 사실이 알려졌다. 한 대는 1950년대 말에, 다른 한 대는 1960년대 구입했는데 비틀즈는 이 두 대를 모두 사용했다.

## 참고 문헌
- 브라이언, 사우널 (2014). 《The Beatles in 100 Objects》 [비틀즈 100]. 아트북스. ISBN 978-89-6196-172-1. 2017년 4월 25일에 확인함.